# سیارک ۲۱۳۹۴
سیارک ۲۱۳۹۴ (به انگلیسی: 21394 Justinbecker، نامگذاری:1998FY35) بیست و یک هزار و سیصد و نود و چهارمین سیارک کشف شده‌است که در ۲۰ مارس ۱۹۹۸ کشف شد.
قدر مطلق سیارک برابر ۱۲.۹ است.